# NGC 7442
NGC 7442 في الفهرس العام الجديد، هي مجرة، تقع في كوكبة الفرس الأعظم. اكتشفت في 24 نوفمبر 1861 بواسطة هاينريش لويس دريست.

## روابط خارجية
- NGC 7442 على موقع ويكي سكاي: DSS2, SDSS, GALEX, IRAS, Hydrogen α, X-Ray, Astrophoto, Sky Map, Articles and images